# Франсис Кастелно
Франсоа Луи Номпар дьо Комон Ла Форс, граф на Кастелно (на френски: François Louis Nompar de Caumont La Force, comte de Castelnau), известен също като Франсис дьо Кастелно (Francis de Castelnau), Франсоа Лапорт (François Laporte), Франсоа Дьолапорт (François Delaporte), е френски дипломат, пътешественик-изследовател, учен-натуралист (ботаник, ентомолог).

## Експедиции
Пътешества в Канада, САЩ и Мексико от 1837 до 1841 г.
Възглавява френска правителствена комплексна експедиция в Бразилия от 1843 до 1847 г. Тръгват от Рио де Жанейро, преминават през провинция Минас Жераис и достигат в провинция Гояс до горното течение на река Арагуая. Кастелно проследява по Бразилската планинска земя цялото течение на реката (2630 км) и от устието ѝ в река Токантинс се изкачва по последната до изворите ѝ. По този начин Кастелно извършва двойно пресичане на Бразилската планинска земя в меридионално направление.
От изворите на Токантинс Кастелно се отправя на запад към провинция Мату Гросу. Експедицията изследва платото Мату Гросу, преминава на север от Куяба към западналото вече миньорско селище Диамантина и определя, че една от малките реки, на която е разположено градчето е изворът на река Парагвай (14º ю.ш.). Движейки се от там на югозапад и съзнателно избирайки най-трудния маршрут експедицията достига горното течение на река Гуапоре.
Продължава на югозапад, пресича платото Гран Чако, преминавайки през огромни заблатени участъци, степи, савани, непроходими храсталаци и вечнозелени гори и се изкачва на платото Алтиплано, където посещава боливийските градове Сукре и Потоси. От там пътешествениците завиват на северозапад, заобикалят езерата Поопо и Титикака, достигат до Куско, преминават през Перуанските Анди и достигат до Тихия океан при Лима през 1845 г., като изминават общо над 10 000 км от Рио де Жанейро.
През 1846 – 1847 г. от Лима експедицията преминава през Куско и Андите достига до река Урубамба, спуска се по нея до 8º ю.ш. и по реките Укаяли и Амазонка се добира до Атлантическия океан, като по този начин извършва двойно пресичане на Южна Америка от изток на запад и обратно и изминава над 18 хил. км. След завръщането си публикува материалите от пътешествието си в седемтомен труд озаглавен: „Expédition dans les parties centrales de l'Amérique du Sud“ (pt. 1 – 7, 1850 – 59)
След това Кастелно е френски консул в Салвадор (Бразилия), Кейптаун и Сингапур и генерален консул в Мелбърн.